# Paris-Roubaix de 1935
A 36.ª edição da Paris-Roubaix teve lugar a 21 de abril de 1935 e foi vencida por terceira vez pelo belga Gaston Rebry.

## Classificação final
|    | Ciclista           | Equipa             | Tempo           |
| -- | ------------------ | ------------------ | --------------- |
| 1  | Gaston Rebry       | Alcyon-Dunlop      | 6 h 40 min 57 s |
| 2  | André Leducq       | Leducq-Mercier     | + 2 min 24 s    |
| 3  | Jean Aerts         | Alcyon-Dunlop      | + 4 min 44 s    |
| 4  | René Vietto        | Helyett            | + 4 min 58 s    |
| 5  | Frans Bonduel      | Dilecta            | + 4 min 58 s    |
| 6  | Maurice Krauss     | -                  | + 4 min 58 s    |
| 7  | Omer Taverne       | Alcyon-Dunlop      | + 5 min 08 s    |
| 8  | Maurice Archambaud | Mercier-Hutchinson | + 6 min 30 s    |
| 9  | Antoine Dignef     | Colin-Wolber       | + 6 min 39 s    |
| 10 | Adrien Buttafocchi | Helyett            | + 8 min 20 s    |